# 中島鵬六

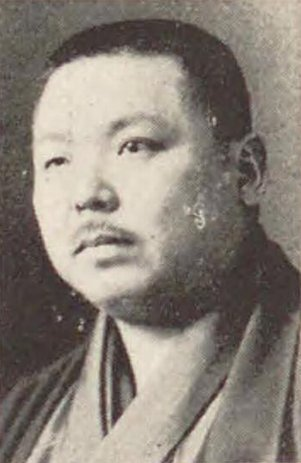
中島鵬六

中島 鵬六（なかじま ほうろく、1885年（明治18年）2月17日 - 1931年（昭和6年）2月17日）は、日本の衆議院議員（立憲政友会）、弁護士。

## 経歴
宮城県加美郡中新田村（現在の加美町）出身。中新田町長・中島金也の長男として生まれる。古川中学校（現宮城県古川高等学校）、第二高等学校を経て、1912年（大正元年）に東京帝国大学法科大学独法科を卒業し、弁護士となる。仙台産馬畜産組合長、大東銀行監査役を務めた。
1920年（大正9年）、第14回衆議院議員総選挙に出馬し、当選。合計で3期務めた。この間、馬政委員会委員、帝国馬匹協会理事を務めた。